# Valduc
Il Centre du CEA de Valduc è un centro di ricerca e di produzione di armi nucleari appartenente al Commissariat à l'énergie atomique et aux énergies alternatives (CEA) e situato nel comune francese di Salives (nel dipartimento della Côte-d'Or, nella regione della Borgogna), a 45 km a nord-ovest di Digione.
Il Centro CEA di Valduc fu creato nel 1957, come estensione del centro di Bruyères-le-Châtel. Il CEA ha acquisito un terreno di 588 ettari, dei quali 413 boscati, ma il centro propriamente detto occupa solo 180 ettari. Il centro costituisce un pilastro essenziale della missione di difesa nazionale consistente a garantire la forza di dissuasione nucleare, esso è una installation nucléaire de base secrète (INBS) e vi sono 17 installations nucléaires de base (INB).
Nel 1961 è messo in servizio un reattore a neutroni veloci chiamato Rachel, probabilmente il primo reattore nucleare veloce utilizzato per delle ricerche in Francia (la prima criticità fu il 1º aprile 1961).
Il centro di Valduc disponeva anche dei seguenti reattori di ricerca: Caliban, Mirène, Prospero e Silène.
Durante gli anni 1960, Valduc assicura la promozione al grado in ingegnere di giovani tecnici e ricercatori del CEA sotto la responsabilità del professore Jean-Jacques Gallay.
Nel 1996, la ristrutturazione della Direction des applications militaires rappruppa a Valduc le attività e gli impiegati del CEA di Bruyères-le-Châtel riguardanti le materie nucleari.
In un settore di 40 ettari del centro di Valduc, l'Armée de l'air ha tenuto, dal 1980 al 1993, un centro di assemblaggio di testate nucleari per l'Armée de l'air e l'Armée de terre (in particolare ASMP e Hadès).
Il 14 agosto 2013, un giornalista di France Info rivela che il sito di ricerca utilizza delle pentole a pressione, come quelle che si trovano in commercio, per trasportare, all'interno del sito, dei materiali sensibili, come i lingotti di plutonio. Si apprende allora che industria nucleare utilizza delle pentole a pressione da decenni, che esse sono anche omologate dall'Autorité de sûreté nucléaire (ASN), e che esse sono scelte come recipienti grazie al loro eccellente rapporto qualità/prezzo.
Ogni anni, delle associazioni manifestano davanti al CEA di Valduc in occasione delle commemorazioni dei bombardamenti atomici di Hiroshima e Nagasaki. Un digiuno internazionale contro l'armamento nucleare ha quindi luogo a Valduc, ma che a Parigi, Büchel in Germania e Burghfield nel Regno Unito. All'occasione dei 70 anni del bombardamento di Hiroshima, l'8 agosto 2015, la manifestazione davanti al sito di Valduc riunisce una trentina di militanti antinucleari.